# Frutose 1,6 bisfosfato aldose
EC 2.-.-.- Transferases
EC 2.1.-.- Transferência de grupos de um carbono
EC 2.1.1.- Metiltransferases 
EC 2.1.1.259 [Frutose-bifosfato aldolase] -lisina N-metiltransferase

Sinônimos: Ribulose-bifosfato-carboxilase / oxigenase N-metiltransferase. RuBisCO metiltransferase. S-adenosil-L-metionina: [3-fosfo-D-glicerato-carboxi-liase (dimerização)] - lisina 6-N-metiltransferase.
Nome sistemático: S- adenosil- L- metionina: [frutose-bisfosfato aldolase] -sisina N 6- metiltransferase
Reação: 3S-adenosil-L-metionina + [frutose-bifosfato aldolase] -L-lisina = 3 S-adenosil-L-homocisteína + [frutose-bifosfato aldolase] - N (6), N (6), N (6) -trimetil-L-lisina.

## Caracterização da enzima
Localização subcelular: Citoesqueleto, citosol, região extracelular ou segregada (exossoma extracelular, região extracelular).
Outros locais: lúmen granulado rico em ficolin-1, grânulos secretores do lúmen e grânulos terciários do lúmen. 
Nos vertebrados, são encontradas três formas dessa enzima glicolítica onipresente: aldolase A no músculo, aldolase B no fígado e aldolase C no cérebro.
A Frutose-1,6-bifosfato-aldolase, também chamada apenas de aldolase, é uma enzima que está presente na grande maioria dos tecidos e órgãos tais como: músculo estriado esquelético, cérebro, coração, rim, tireóide, paratireóide, bexiga, etc. Porém, está presente em maior quantidade nos tecidos que fazem parte da rota metabólica da glicólise e gliconeogênese, nesta segunda reação, agindo no sentido reverso.
Essa enzima catalisa a reação reversível de quebra da frutose-1,6-bifosfato (HDP) em  duas trioses-fosfato diferentes, a aldose Gliceroaldeído-3-fosfato e a cetose Di-hidroxiacetona-fosfato.
Em 1964, Rutter classificou a Frutose-1,6-bifosfato-aldolase em duas classes: as aldolases de Classe I (encontradas em animais, plantas, protozoários e algas) e a classe II (encontradas em bactérias, fungos e cianobactérias).
As de classe I podem ser classificadas como: Aldolase A, que é encontrada no músculo e a aldolase B, que é encontrada no fígado e ambas possuem propriedades moleculares semelhantes. Já a aldolase C é encontrada no cérebro. Essas três formas são chamadas de enzimas parentais e são encontradas em 13 espécies de vertebrados incluindo os seres humanos. Há também as formas híbridas, contabilizando um total de 5, que são formadas por dissociação e reassociação das parentais. A reação da aldolase de classe I é o inverso de uma condensação aldólica. A quebra entre C-3 e C-4 depende da presença do grupo carbonil em C-2, que será convertido a uma amina no sítio ativo da enzima. Já as de classe II são enzimas homodiméricas que requerem um íon metálico bivalente, geralmente zinco, para sua atividade. Como exemplo da ação das aldolases de classe II, temos, na via da glicólise, uma enzima homodimérica catalisando a quebra da frutose-1,6-bifosfato, o que gera gliceraldeído-3-fosfato e fosfato de di-hidroxiacetona.

## Reações metabólicas em que está envolvida
Enzima da classe das liases que catalisa a clivagem de frutose 1,6-bifosfato para formar di-hidroxiacetona e gliceraldeído 3-fosfato. A enzima também age sobre (3S,4R)-cetose 1-fosfatos. As enzimas de levedura e bacterianas são proteínas que contêm zinco. 
A aldolase atua como catalisadora em reações da glicose e da gliconeogênese, onde fará com que haja a condensação reversível do gliceraldeído-3-fosfato com di-hidroxiacetona-fosfato, o que levará a frutose-1,6-bifosfato
A reação da aldolase tem uma variação de energia livre padrão muito positiva no sentido de clivar a frutose-1,6-bifosfato, o que faz com que, nas baixas concentrações dos reagentes, a variação real da energia livre seja pequena, podendo então, dizer que a reação da aldolase é reversível.
Na via glicolítica, a aldolase faz a conversão de um composto de seis átomos de carbono em dois compostos que contém três átomos de carbono.
No estroma de cloroplastos há todas as enzimas necessárias para a conversão das trioses-fosfato em amido, a partir da assimilação do CO2. Essa síntese requer seis moléculas de NADPH e nove moléculas de ATP. Com isso, a aldolase condensa as trioses gerando frutose-1,6-bifosfato que, em seguida, produzirá frutose-6-fosfato, na reação catalisada pela enzima fosfoexose-isomerase.
As enzimas estromais se rearranjam, gerando intermediários de três, quatro, cinco, seis e sete carbonos, o que levará, então, a pentoses-fosfato. Essas que serão convertidas em ribulose-5-fosfato, que será fosforilada para gerar a ribulose-1,5-bifosfato.
Depois da condensação de duas trioses-fosfato para formar frutose-1,6-bifosfato, a hidrólise pela frutose-1,6-bifosfatase gera frutose-6-fosfato.
A enzima metila uma lisina conservada na parte C-terminal da frutose-bifosfato aldolase de plantas superiores ( EC 4.1.2.13 ). A enzima da ervilha ( Pisum sativum ) também metila Lys-14 nas grandes subunidades da ribulose-bifosfato-carboxilase hexadecamérica superior da planta ( EC 4.1.1.39 ), mas a de Arabidopsis thaliana não.

## Patologia

#### Bancos de dados específicos de organismos
| DisGeNET i    | 230             |
| OpenTargets i | ENSG00000109107 |
| PharmGKB i    | PA24711         |

#### Bancos de dados diversos
| Pharos i | P09972 |

#### Bancos de dados de polimorfismo e mutação
| BioMuta i | ALDOC  |
| DMDM i    | 113613 |

## Links para outras bases de dados
BRENDA, EXPASY, KEGG, Metacyc, PDB.